# Barbudo (Vila Verde)
Barbudo é uma localidade portuguesa do Município de Vila Verde, no Distrito de Braga, que foi sede da extinta Freguesia de Barbudo, freguesia que tinha 4,82 km² de área e 2 400 habitantes (2011), e, por isso, uma densidade populacional de 497,9 hab/km².
A Freguesia de Barbudo foi extinta (agregada) em 2013, no âmbito de uma reforma administrativa nacional, para, em conjunto com a Freguesia de Vila Verde, formar uma nova freguesia denominada Vila Verde e Barbudo.

## População
| População da freguesia de Barbudo | População da freguesia de Barbudo | População da freguesia de Barbudo | População da freguesia de Barbudo | População da freguesia de Barbudo | População da freguesia de Barbudo | População da freguesia de Barbudo | População da freguesia de Barbudo | População da freguesia de Barbudo | População da freguesia de Barbudo | População da freguesia de Barbudo | População da freguesia de Barbudo | População da freguesia de Barbudo | População da freguesia de Barbudo | População da freguesia de Barbudo |
| --------------------------------- | --------------------------------- | --------------------------------- | --------------------------------- | --------------------------------- | --------------------------------- | --------------------------------- | --------------------------------- | --------------------------------- | --------------------------------- | --------------------------------- | --------------------------------- | --------------------------------- | --------------------------------- | --------------------------------- |
| 1864                              | 1878                              | 1890                              | 1900                              | 1911                              | 1920                              | 1930                              | 1940                              | 1950                              | 1960                              | 1970                              | 1981                              | 1991                              | 2001                              | 2011                              |
| 791                               | 915                               | 848                               | 890                               | 1 009                             | 941                               | 1 097                             | 1 056                             | 1 194                             | 1 120                             | 1 196                             | 1 283                             | 1 467                             | 1 848                             | 2 400                             |

## História
O nome de Barbudo deve ter por origem a palavra barbeito do latim vervactum, que é uma pequena elevação de terreno, que divide uma propriedade de outra e a resguarda em referência ao castro do monte do Castelo.
A paróquia de Barbudo em 1758 denominava-se, Parada e Barbudo , estava anexada há mais de dois séculos, à paróquia de São Salvador de Parada e foi sede da freguesia de Santa Maria do extinto concelho de Vila Chã. Pertenceu ao concelho de Prado, extinto em 24 de Outubro de 1855. Passando, nessa data, para o concelho de Vila Verde.

## Património
- Castro de Barbudo ou Monte do Castelo
- Igreja Paroquial de Parada e Barbudo ou Igreja do Divino Salvador